# Famoso (film)
Famoso è un film documentario italiano del 2020, diretto da Pepsy Romanoff e scritto da Maurizio Ridolfo.
Il film, presentato in esclusiva su Prime Video, racconta la nascita e crescita musicale del rapper Sfera Ebbasta, uno degli artisti italiani più prolifici e conosciuti affermatosi negli anni 2010, e la lavorazione del suo quarto album in studio, che porta lo stesso titolo del film.

## Trama
Il documentario racconta la storia del rapper Sfera Ebbasta, che dalle chiacchierate al McDonald's con gli amici finisce per collaborare con vari produttori tra cui Steve Aoki. Si guarda anche la scalata dal punto di vista commerciale, il cambiamento che c'è stato dai video su YouTube del 2014 alla conquista dei palchi europei.

## Promozione
Il trailer è stato distribuito il 19 ottobre 2020.

## Distribuzione
La pellicola è stata distribuita in tutto il mondo dal 27 ottobre 2020 su Amazon Prime Video, con sottotitoli disponibili in inglese, spagnolo, francese e italiano.